# Cumarinederivaat

Fenprocoumon, een cumarinederivaat waarin het oorspronkelijke cumarine (de twee gefuseerde ringen) nog te herkennen is

Cumarinederivaten zijn van cumarine afgeleide stoffen met een overeenkomstige structuur, die de bloedstolling tegengaan door de vorming van diverse stollingsfactoren te verhinderen. De werking van cumarinederivaten berust op het tegengaan van de werking van vitamine K. Cumarinederivaten worden in de geneeskunde gebruikt ter voorkoming of ter behandeling van de vorming van bloedstolsels in de bloedvaten (trombose). De belangrijkste cumarinederivaten zijn fenprocoumon (Marcoumar®), acenocoumarol (Sintrom®) en warfarine.
Cumarinederivaten werden ontdekt doordat koeien, die van een partij gebroeide klaver hadden gegeten, bloedingen vertoonden.

## Werkingsmechanisme
Cumarinederivaten remmen de bloedstolling door de productie te blokkeren van een aantal belangrijke stollingsfactoren, namelijk II (protrombine), VII (anti-hemofilie-factor), IX en X evenals proteïne–C en proteïne–S.
Onder normale omstandigheden worden deze stollingsfactoren uit inactieve precursor-proteïnen gevormd, waarbij vitamine K nodig is voor activering van de γ-carboxyleringsreacties. Vitamine K wordt daarbij (in het endoplasmatisch reticulum) geoxideerd tot vitamine-K-epoxide en daarna enzymatisch weer teruggereduceerd tot vitamine K. Cumarinederivaten grijpen in op deze vitamine-K-epoxidecyclus door deze terugreductie van epoxiden naar vitamine K te blokkeren.
Om deze reden worden ze ook wel vitamine K antagonisten genoemd. Het gevolg is een verlenging van de bloedstollingstijd en een verhoogd risico op (occult) bloedverlies, (onderhuidse) bloeduitstortingen, slecht genezende wonden en bloedarmoede. Vitamine K in voeding of voedingsupplementen remt dus de effectiviteit van deze middelen, echter niet in een dosering van 100 µg vitamine K of minder.
Cumarinederivaten hebben geen invloed op reeds gevormde stollingsfactoren.

## Medische toepassingen
Cumarinederivaten worden in de geneeskunde gebruikt ter preventie of ter behandeling van stolsels of trombi. Voorbeelden waarbij cumarinederivaten geïndiceerd zijn:
- boezemfibrilleren - ter preventie van een beroerte
- na orthopedische ingrepen zoals een knie- of heupoperatie - ter voorkoming van een trombosebeen of longembolie.
- na plaatsing van mechanische hartklepprothese - levenslange indicatie
- na plaatsing van een biologische hartklepprothese - kortdurend geïndiceerd
- na plaatsing van een aortabuisprothese
- diepveneuze trombose - om embolisatie en ontstaan van een longembolie te voorkomen.
- longembolie - om verdere uitbreiding van de longembolie te voorkomen

De belangrijkste cumarinederivaren zijn fenprocoumon (Marcoumar®), acenocoumarol (Sintrom®) en warfarine. In Nederland zijn acenocoumarol en fenprocoumon geregistreerd. In de VS en Engeland krijgt warfarine de voorkeur. Deze cumarinederivaten hebben een soortgelijk effect en verschillen voornamelijk in halveringstijden. Acenocoumarol en fenprocoumon hebben een halveringstijd van respectievelijk 8-14 uur en 120-200 uur.

## Niet-medische toepassingen
Cumarinederivaten werden oorspronkelijk alleen gebruikt als rattengif, waarbij de ratten door een hoge dosis sterven aan inwendige bloedingen.

## Trombosedienst
Orale anticoagulantia van het cumarinetype hebben een smalle therapeutische breedte én een grote intra- en interindividuele variabiliteit. Bij mensen die cumarines gebruiken moet dan ook geregeld de stolbaarheid van het bloed gecontroleerd worden. Dit gebeurt in Nederland via de trombosedienst. De stolbaarheid van het bloed wordt gecontroleerd met behulp van de protrombinetijd. Deze waarden worden tegenwoordig uitgedrukt in international normalized ratio ofwel INR. De streefwaarden van de INR variëren afhankelijk van bovenvermelde indicaties.
Het sterk variabele effect van deze middelen kan deels worden verklaard door factoren zoals leeftijd, gewicht, voeding, geneesmiddelinteracties en comorbiditeit. Mutaties in de genen die coderen voor de enzymen cytochroom P450 2C9 (CYP2C9) en vitamine K epoxide reductase (VKOR) hebben ook invloed hebben op interindividuele variabiliteit van cumarinederivaten.

## Complicaties
De belangrijkste complicatie bij het gebruik van cumarinederivaten is het optreden van ernstige bloedingen, veelal als gevolg van overantistolling. Incidentiecijfers lopen uiteen, maar variëren tussen twee en vijf per 100 patiëntjaren. Bij het optreden van bloedingen, of bij een verhoogde INR, wordt fytomenadion (vitamine K) als antidotum gebruikt. Ook kunnen de vier ontbrekende stollingsfactoren worden aangevuld door middel van een vierstollingsfactorenconcentraat.